# Anna Świrszczyńska
Anna Świrszczyńska (ur. 7 lutego 1909 w Warszawie, zm. 30 września 1984 w Krakowie) – polska poetka, dramatopisarka, prozaiczka, autorka utworów dla dzieci i młodzieży.

## Życiorys
Córka Jana Świerczyńskiego i Stanisławy z Bojarskich (Świrszczyńska – to błędny, ale nigdy nie sprostowany, zapis jej nazwiska w księdze metrykalnej); od najmłodszych lat żyła w bliskim kontakcie ze sztuką. Jej ojciec był artystą malarzem, rzeźbiarzem i etnografem. Po ukończeniu gimnazjum Janiny Tymińskiej w Warszawie i zdaniu matury (1927) Świrszczyńska rozpoczęła studia polonistyczne na Uniwersytecie Warszawskim. Na planowane studia artystyczne nie miała środków finansowych – Jan Świerczyński tworzył głównie monumentalne kompozycje historyczne, na które trudno mu było znaleźć nabywców, dlatego rodzina żyła bardzo skromnie. Poznane podczas nauki piękno i bogactwo ojczystego języka (zwłaszcza staropolszczyzny) skłoniło Świrszczyńską do samodzielnych prób poetyckich.
W 1930 w tygodniku „Płomyk” opublikowano jej wiersz zatytułowany „Śnieg”. Za swój właściwy debiut Świrszczyńska uważała jednak wiersz „Południe” wydrukowany w 1934 na łamach tygodnika „Wiadomości Literackie” (zdobyła nim I nagrodę w Turnieju Młodych Poetów). W 1936 została członkiem Związku Zawodowego Literatów Polskich. W tym też czasie rozpoczęła, kontynuowane niemal przez całe życie, pisanie utworów przeznaczonych dla dzieci (z początku również wspólnie z Janiną Porazińską). W latach 1936–1939 pracowała w Związku Nauczycielstwa Polskiego, jako redaktorka „Małego Płomyczka”. Publikowała w pismach dla dzieci i młodzieży wydawanych przez ZNP, czyli właśnie w „Małym Płomyczku”, „Płomyku”, „Płomyczku” oraz w „Kurierze Warszawskim Dzieciom” i tygodniku „Pion”.
W 1936 roku wzięła udział w strajku nauczycieli, protestujących przeciw zawieszeniu działalności Zarządu Głównego ZNP (powodem takiej decyzji władz państwowych było propagowanie komunizmu i państwa sowieckiego w jednym z numerów Płomyka).
W 1936 roku nakładem własnym autorki ukazała się pierwsza książka poetki: Wiersze i proza.
Podczas okupacji przebywała w Warszawie. Utraciwszy dotychczasowe zajęcie, podejmowała różne prace zarobkowe. Zatrudniona była jako sprzedawczyni, salowa w szpitalu, kelnerka w cukierni czy roznosicielka pieczywa. Nie przerwała jednak twórczości literackiej. W 1942 roku uznanie (i nagrodę) zdobył jej wiersz pt. „Rok 1941”, a w 1943 roku powstał jeden z najlepszych jej utworów scenicznych: oparty na motywach antycznych dramat pt. Orfeusz. Sztuka ta zdobyła II nagrodę w konkursie literackim zorganizowanym przez warszawskie podziemie kulturalne, w którego życiu brała Świrszczyńska czynny udział: publikowała w konspiracyjnych pismach i wydawnictwach, wydała kolejną książeczkę dla dzieci, a w planach miała napisanie cyklu powieści historycznych dla młodzieży. Już po wojnie ukazał się jednak tylko pierwszy z zamierzonych tomów: Arkona – gród Świętowita, o walce plemion słowiańskich z Germanami. Przeważająca większość jej tekstów przeznaczonych dla młodego czytelnika to wierszem pisana polska historia i polskie legendy historyczne.
Świrszczyńska wzięła udział w powstaniu warszawskim (1944) jako sanitariuszka. Po jego upadku przedostała się do Sochaczewa, skąd na początku 1945 wyjechała do Krakowa, w którym mieszkała do końca życia.
W Krakowie powróciła do pracy literackiej; drukowała w wielu pismach, m.in. w „Dzienniku Polskim”, „Iskierkach”, „Świerszczyku”, „Tygodniku Powszechnym”, współpracowała z Polskim Radiem, które nadawało audycje i słuchowiska jej autorstwa, pisała też scenariusze filmów animowanych. W latach 1946–1950 pracowała jako kierownik literacki Państwowego Teatru Młodego Widza w Krakowie. Teatr ten był jej ostatnim pracodawcą. Od 1951 całkowicie poświęciła się twórczości literackiej. 8 lutego 1953 roku wraz z innymi literatami podpisała Rezolucję Związku Literatów Polskich w Krakowie wyrażającą poparcie dla stalinowskich władz PRL po aresztowaniu pod sfabrykowanymi zarzutami duchownych katolickich, skazanych na karę śmierci w sfingowanym procesie pokazowym zwanym procesem księży kurii krakowskiej.
W 1953 poślubiła aktora Jana Adamskiego, z którym miała córkę Ludmiłę; w 1968 małżonkowie rozwiedli się.
Drugi tom jej poezji Liryki zebrane ukazał się dopiero dwadzieścia dwa lata po debiutanckim: w 1958 roku Świrszczyńska włączyła do niego wiersze powstałe w różnych latach, w tym z okresu wojny i na temat wojny.
W latach 60. do 80. publikowała swoje utwory m.in. w „Płomyku”, „Poezji”, „Literaturze”, „Kulturze” czy „Szpilkach”. Ukazało się sześć nowych tomów poezji (w tym tak znaczące jak Jestem baba – w 1972 czy Budowałam barykadę z 1974) oraz kilka wyborów z dotychczasowego dorobku.
Jej działalność twórcza była nagradzana: za utwory przeznaczone dla dzieci i młodzieży otrzymała Nagrodę Prezesa Rady Ministrów (1973), w 1976 za upowszechnianie kultury wręczono jej Nagrodę Miasta Krakowa. Odznaczono ją Krzyżem Kawalerskim (1957) i Krzyżem Oficerskim (1975) Orderu Odrodzenia Polski oraz Medalem Komisji Edukacji Narodowej.
Pochowana na Cmentarzu Rakowickim w Krakowie.

## Twórczość

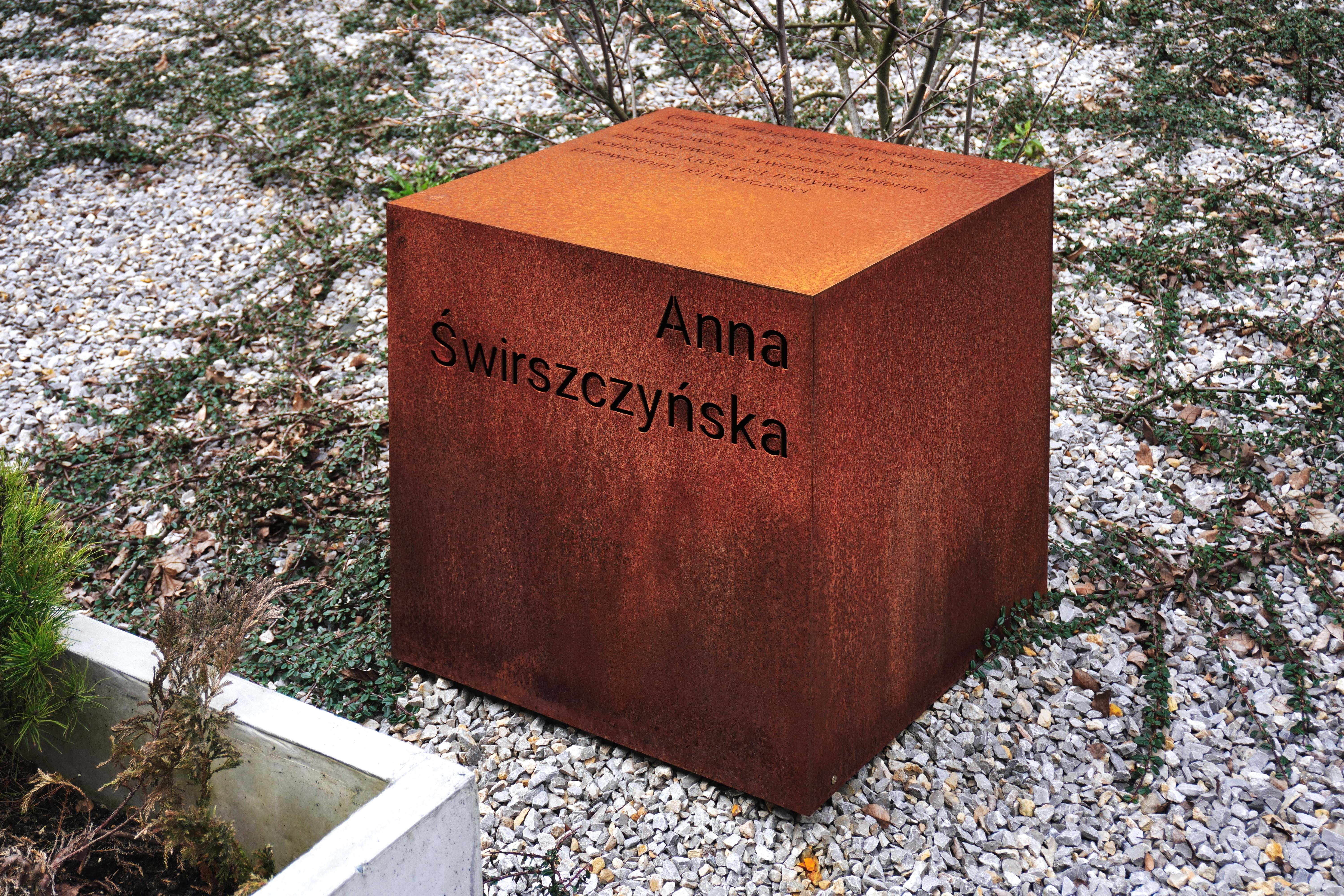
Pomnik-sześcian upamiętniający Annę Świrszczyńską przy ulicy Poetów na osiedlu Wizjonerów w Krakowie

Przedwojenna twórczość Świrszczyńskiej to często poetyckie opisanie pewnych obrazów (nawet rozumiane dosłownie – wiersze mają podtytuły: fresk, gobelin, gobelin barokowy). To jakby ślad dzieciństwa spędzonego w ojcowskiej pracowni, wśród obrazów, reprodukcji, albumów – jej własne „malowanie” świata. Staranność, nawet drobiazgowość w dobieraniu słów, częste stylizacje na język staropolski pozwalały jej na tworzenie poetyckich, wielce kunsztownych miniaturek. Ten dar wyszukania odpowiednich słów i zwięzłości samej wypowiedzi został przez poetkę w późniejszych latach właściwie wykorzystany.
Podczas wojny okazało się, że dotychczasowy sposób i styl opowiadania świata nie jest w stanie zmieścić i przekazać tego, co wtedy trzeba było opisać. Może właśnie wtedy zdecydowała, że od opisania obrazu i odbieranych wrażeń o wiele ważniejsze będzie przekazywanie swoich własnych uczuć.
Charakterystyczna była dla niej nigdy nie kończąca się praca nad wierszami: skróty, zmienianie wybranego wcześniejszego podziału na zwrotki, pojawiające się dopiero w późniejszych wydaniach podtytuły wierszy czy nawet ich odmienne wersje. Świat przez nią tworzony nigdy nie był określony do końca. Była pisarką, której styl celowo i świadomie podlegał ciągłym zmianom.
Chciała wypracować takie formy wyrazu, które najbardziej odpowiadałyby jej zamysłom. Przez wiele lat poetka szukała sposobu opisania przeżyć z okresu Powstania Warszawskiego: bólu i cierpienia, którego była świadkiem i którego sama doświadczyła podczas tych dni. Tom Budowałam barykadę wydany został trzydzieści lat po Powstaniu. W zawartych w nim wierszach nie ma kunsztownych i pięknych poetyckich metafor, ich forma jest oszczędna, wręcz surowa; a treścią najczęściej nie są podniosłe uczucia, lecz zwykłe (?) zmagania z głodem, strachem, bólem i śmiercią.
Poszukiwanie własnych środków artystycznych wyraźnie zaznaczyło się też w innym ważnym dla Świrszczyńskiej nurcie jej sztuki – bardzo silnym feminizmie. To, co miało swój początek w Czarnych słowach, jeszcze nieco przysłonięte egzotyką i „ludowym” – prostym i naturalnym – traktowaniem erotyki, zostało rozwinięte i świadomie zastosowane w tomiku Jestem baba. Wnikliwie i bezkompromisowo (w równym stopniu pod względem zawartej treści jak użytego języka), z ekshibicjonistyczną niemal szczerością pisała o kobietach, ich psychice, odmiennym od męskiego punkcie widzenia i pojmowania świata, zmysłowości i – co do tej pory było niespotykane – również biologii kobiecego ciała w różnych momentach życia. Pisała o tym, jak to jest „być kobietą”.
Poruszanie tych właśnie tematów: losu kobiety i seksu, w specyficzny, jej tylko właściwy sposób, i wypracowanie charakterystycznego, oszczędnego (często wręcz skąpego w słowa) stylu, to najważniejsze osiągnięcia Świrszczyńskiej, dzięki którym Czesław Miłosz uznawał ją za jedną z najwybitniejszych poetek polskiej literatury współczesnej.

## Publikacje
Twórczość poetycka
- Wiersze i proza (1936) Warszawa, nakładem autora[3]
- Liryki zebrane (1958) Warszawa, PIW[3]
- Czarne słowa (1967) Kraków, Wyd. Literackie[3](tom zawiera wiersze oraz 3 jednoaktówki: Czarny kwadrat, Człowiek i gwiazda i Rozmowa z własną nogą)
- Wiatr (1970) Warszawa, PIW[3]
- Jestem baba (1972) Kraków, Wyd. Literackie (jedno z wydań miało podtytuł: Świrszczyńska z rysunkami Berezowskiej, Berezowska z wierszami Świrszczyńskiej)[3]
- Poezje wybrane (1973) Warszawa, LSW (wybór i wstęp autorki)
- Budowałam barykadę (1974) Warszawa, Czytelnik[3]
- Szczęśliwa jak psi ogon (1978) Kraków, Wyd. Literackie[3]
- Wybór wierszy (1980) Warszawa, Czytelnik (uwaga: w książce są również utwory pisane prozą)
- Poezje (1984) Warszawa, Czytelnik (wybór autorki)
- Teatr poetycki (1984) Kraków, Wyd. Literackie[3] (zawartość: Orfeusz, Misterium piętnastowieczne. Czarny kwadrat, Człowiek i gwiazdy, Święty i diabeł, Rozmowa z własną nogą)
- Cierpienie i radość (1985) Warszawa, PIW (tom ostatni, pośmiertny)[3]
- Kobiety, baby (1988) Kraków, Oficyna Pod Baranami Wyd. Miniatura (wybór i oprac. Zdzisława Zegadłówna)
- Czysta rozkosz (1992) Szczecin, Glob (wybór Tadeusza Żukowskiego)
- Radość i cierpienie. Utwory wybrane (1993) Kraków, Wyd. Literackie (wybór Krzysztofa Lisowskiego)
- Ogromniejąca perła samotności: poezja (1996) Warszawa, Interart (wybór wierszy)
- Poezja (1997) Warszawa, PIW (wybór Czesława Miłosza)
- Liryki najpiękniejsze (1999) Toruń, Algo (wybór Aleksandra Madydy)
- Jestem baba. Wiersze z różnych lat (2000) Warszawa, Prószyński i S-ka (wybór Anny Janko)

Dramaty sceniczne, słuchowiska radiowe, widowiska tv (wystawiane, nadawane w radio czy TV lub opublikowane drukiem)
- Śmierć Orfeusza (1938), słuchowisko radiowe (radio i druk. 1938)
- Orfeusz. Sztuka w 3 aktach (1947), sztuka powstała ok. 1942, prapremiera teatr. w reż. Wilama Horzycy – 1946, TV – 1964, 1971, druk: 1947 Warszawa, Wyd. Kuthana
- Ostrożny. Sztuka w 2 odsłonach (1946)
- Strzały na ulicy Długiej (1947), (nt. odbicia więźniów pod Arsenałem), wystawiona – 1947, druk – 1948, w radio – 1950
- Odezwa na murze (1951), Nagroda Ministra Kultury i Sztuki w konkursie na współczesną sztukę polską w 1951;
- Czerwone sztandary (1952), współautor: Henryk Vogler
- Życie i śmierć (1956)
- Trzy kobiety i ja (1960)
- Miałem dwie żony (1963)
- Śmierć w Kongo (1963)
- Kiedy rzeka była źródłem (1967), spektakl Teatru Telewizji oparty na sztuce Odezwa na murze
- Mama płaci alimenty (1967)

Twórczość dla dzieci i młodzieży
Utwory sceniczne:
- Biedulka, co siedem kostek miała (1947), utwór dramatyczny
- Farfurka Królowej Bony (1947), utwór sceniczny; 1948 – w radio, 1993- spektakl Teatru Telewizji
- Awantura z ogniem (1949), utwór dramatyczny, realizacja radiowa
- Opowieść o kulawym Bogu Hefajstosie (1954), również pod tytułem Hefajstos. Jak słońce spadło z nieba
- Zrobiła się dziura w niebie (1954)
- Tygrys tańczy dla Szu-Hin (1959), również pod tytułem Bajka chińska
- O złym księciu Popielu i o dobrym Piaście (1960), również pod tytułem Baśń o Piaście i Popielu
- Pan Twardowski (1962)
- O pięknej Dorotce (1969)
- Kiedy Ziemowit miał siedem lat (1989)

oraz wiele słuchowisk radiowych, niemal wyłącznie dla dzieci i młodzieży (od lat trzydziestych do sześćdziesiątych ub. w.)
Powieści
- Arkona, gród Świętowita. Z dziejów słowiańskiej Rugii, czyli Rany. Powieść dla starszej młodzieży (1946)

Bajki i opowieści wierszem dla dzieci
- O żaczkach kolędniczkach i świątecznych pierniczkach (1934)
- Psotny Morus. Przygody pieska (1936) (współautor: Janina Porazińska)
- Rok polskiego dziecka. Wiersze i obrazki sceniczne na doroczne święta państwowe i szkolne (1936)
- Król Knotek (1938)
- Miała czarownica złote grabie (1943)
- Gdańska panienka. Wiersze dla dzieci (1947)
- O szewcu warszawskim (1947), opowieść wierszem o Janie Kilińskim
- Tabakierka króla Stasia (1947)
- Tygrys w kwiatki i inne bajki wschodnie (1948)
- Trzy brudasy (1949)
- O Małgosi, co się niczego nie bała (1958)
- Opowieści dawnej treści (1958), zawartość: Farfurka królowej Bony; Starościanka i Sokolniczek; Opowieść o ślicznej Agnieszce; O Janie Matejce i panu Kajetanie.
- Cudowna broda szacha (1959)
- Nad rzeką Zam-Zam (1960)
- O małej Obie, najlepszej siostrzyczce na świecie. Opowieść japońska (1960), również jako Przygody w Krainie Chryzantem
- Rogaliki Króla Jana (1960), zawartość: O Panu Reju z Nagłowic; Rogaliki króla Jana; O biednym szklarczyku i panu Kościuszce; Markietanki księcia Józefa;
- O przygodach i igraszkach wesołego Patałaszka (1962)
- Z dawnej Polski (1963), zawartość: Jak myszy zjadły Popiela; Skarby księżniczki Dobrawy; Jak Bolko Niemce zadziwił; O gdańskiej burmistrzance
- Paź królowej Barbary (1964), zawartość: Dąb króla Kazimierza, Paź królowej Barbary, Żaczek i alchemik, O Panu Twardowskim; wyd. z 1987 rozszerzone zostało o część opowieści wcześniej publikowanych oraz o utwory: Polska książka księżnej Kingi, Jak Łokietek lał się pod Płowcami, Ołtarz mistrza Wita, Gdy Mikołaj Kopernik był żakiem, O lipie z Czarnolasu, Król Batory i Maciej Skiba, Kołnierzyk Frycka Chopina, Wiewiórka Adama Mickiewicza, Romuald Traugutt.
- Kołysanka dla Marka (1970)
- Historie z dawnych lat (1972), zawartość: wybór z książki Paź królowej Barbary
- Za czasów Piasta (1975), zawartość: Lech, Czech i Rus; O dzielnym Piaście; Przygoda w borze
- Śląskie opowieści (1982), zawartość: Ojciec Lompa; Franciszek Myśliwiec; Stary sołtys Śleziona
- Wesele hipopotama (1983)
- Jak Krak zbudował Kraków (1984)
- Pan Twardowski i inne opowieści (1984), wybór z poprzednio wydanych opowieści
- Królewna Wanda (1985)
- Szumią lasy nad Gopłem (1988)

i ok. 30 wydań niewielkich objętościowo wierszowanych utworów dla dzieci (od lat trzydziestych po osiemdziesiąte ub. w.). Ukazało się również drukiem kilka zeszytów z tekstami piosenek autorstwa Anny Świrszczyńskiej.
Inna działalność literacka i artystyczna Świrszczyńskiej to przekłady (np. libretto do opery Hagith, muz. Karol Szymanowski, arie – wspólnie z B. Romaniszynem – do muzyki Ch. Glucka, poezje wietnamskie Che Lan Vien, ale z j. franc.) oraz adaptacje sceniczne (Królewna Śnieżka, Zakonnica Denisa Diderota, Pani Bovary Flauberta).
Poezje Świrszczyńskiej w przekładach
- Thirty-four poems on the Warsaw uprising (1977), New York. Przekład: Magnus Jan Kryński, Robert A. Maguire.
- Building the Barricade (1979), Kraków. Przekład: Magnus Jan Kryński, Robert A. Maguire.
- Happy as a dog’s tail (1985), San Diego. Wybór i przekład: Czesław Miłosz i Leonard Nathan.
- Fat like the sun (1986), London. Przekład: M. Marshment, G. Baran.
- Talking to my body (1996), Port Townsend. Przekład: Czesław Miłosz i Leonard Nathan.
- Building the Barricade (2016), Portland. Przekład: Piotr Florczyk
- Eu construía a barricada (2017), Curitiba. Przekład na portugalski: Piotr Kilanowski.
- Manpareka Kehi Kavita(inne języki) (2018), Suman Pokhrel, Shikha Books, Katmandu (w tej antologii zebrano kilka wierszy Świrszczyńskiej w nepalskim tłumaczeniu)

### Wykorzystanie jako teksty piosenek

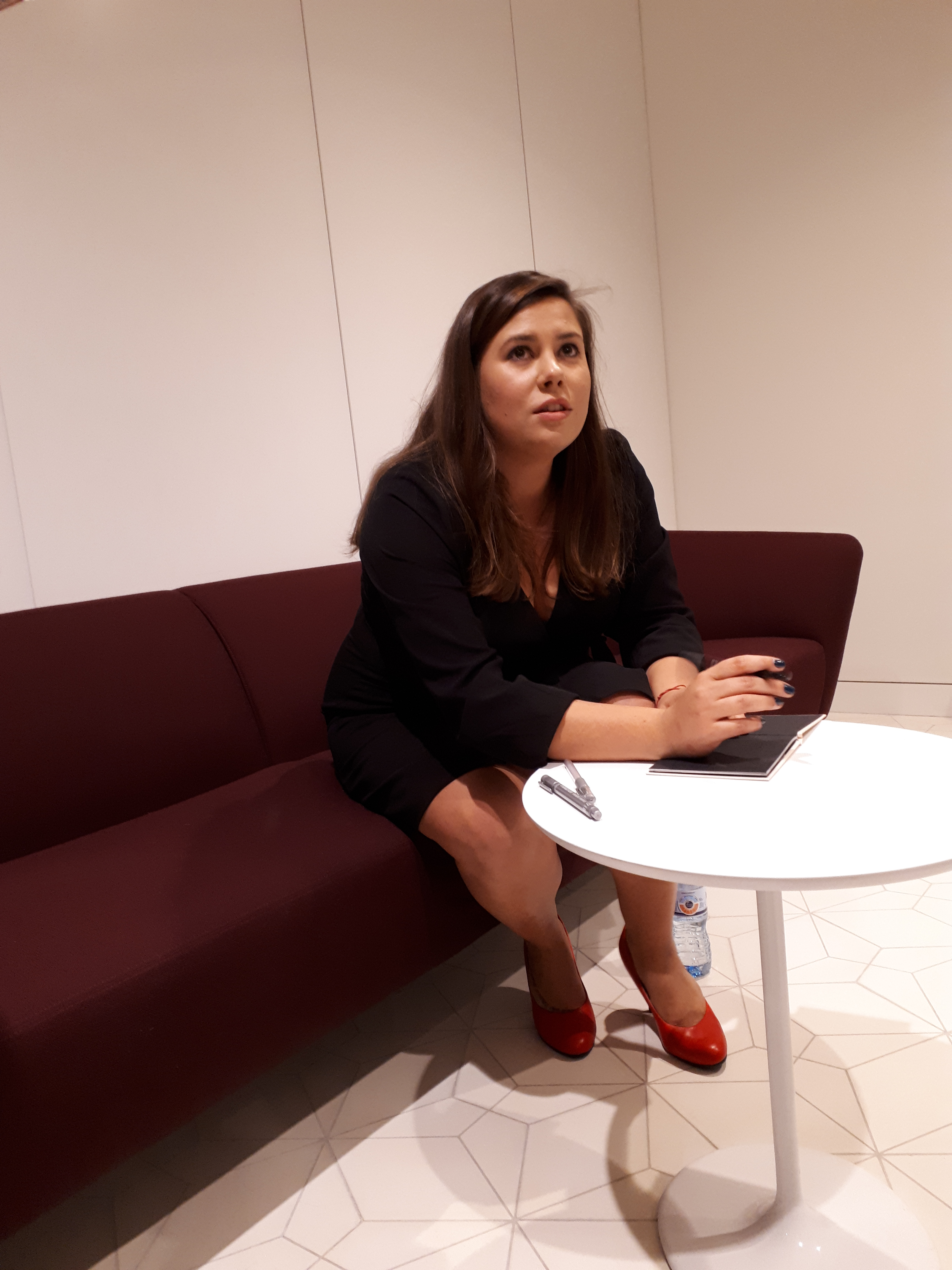
Monika Borzym podczas trasy koncertowej Jestem przestrzeń (płyta widoczna na stoliku)

- Jestem przestrzeń – płyta Moniki Borzym (2017)